# Friends (4.ª temporada)
A quarta temporada de Friends, uma série de comédia de situação americana criada por David Crane e Marta Kauffman, estreou na National Broadcasting Company (NBC) em 25 de setembro de 1997 com o episódio "The One with the Jellyfish". A série foi produzida pela Bright, Kauffman, Crane Productions em associação com a Warner Bros. Television. A temporada teve 24 episódios e foi concluída com "The One with Ross's Wedding" em 7 de maio de 1998.

## Elenco
| - Jennifer Aniston como Rachel Green - Courteney Cox como Monica Geller - Lisa Kudrow como Phoebe Buffay - Matt LeBlanc como Joey Tribbiani - Matthew Perry como Chandler Bing - David Schwimmer como Ross Geller | - Paget Brewster como Kathy - Helen Baxendale como Emily Waltham - Tate Donovan como Joshua Burgin - Giovanni Ribisi como Frank Buffay, Jr. - Debra Jo Rupp como Alice Knight - Alison LaPlaca como Joanna - Michael G. Hagerty como Mr. Treeger - James Michael Tyler como Gunther - Teri Garr como Phoebe Abbott - Laura Dean como Sophie - Christina Moore como Marjorie | - Maggie Wheeler como Janice Hosenstein - Elliott Gould como Jack Geller - Christina Pickles como Judy Geller - Jason Brooks como Rick - Michael Vartan como Tim Burke - Penn Jillette como Vendedor de Enciclopédia - Hugh Laurie - como O Cavalheiro do Avião - Laura Stepp como Amanda - Dan Gauthier como Chip Matthews - Rebecca Romijn como Cheryl - Taylor Negron como Allesandro - Sherri Shepherd como Rhonda, a guia - Tom Conti como Steven Waltham - Jennifer Saunders como Andrea Waltham - June Whitfield como o Zelador - Olivia Williams como Felicity - Jane Carr como a agente do bilhete - Sarah Ferguson como ela mesma |

## Episódios
| N.º na série | N.º na temp. | Título original (Título em português)                                                | Dirigido por        | Escrito por                                                                                               | Exibição original       | Cód. de produção | Audiência nos EUA (milhões) |
| --- | ------------ | ------------------------------------------------------------------------------------ | ------------------- | --- | ----------------------- | ---------------- | --------------------------- |
| 74 | 1            | "The One with the Jellyfish" "Aquele com a Água-Viva"                                | Shelley Jensen      | Wil Calhoun                                                                                               | 25 de setembro de 1997  | 466601           | 29,4                        |
| Rachel e Ross voltaram. Phoebe fica muito ressentida com sua mãe. Ross deve ler uma carta que Rachel escreveu antes deles voltarem, mas dorme antes disso e diz que concorda com tudo mesmo assim. Mônica é queimada por uma água-viva e Joey lembra de que urina pode aliviar a dor. Chandler ainda quer Monica como namorada. Ross e Rachel brigam novamente. |              |                                                                                      |                     | |                         |                  |                             |
| 75 | 2            | "The One with the Cat" "Aquele do Gato"                                              | Shelley Jensen      | Jill Condon e Amy Toomin                                                                                  | 2 de outubro de 1997    | 466602           | 25,5                        |
| Um gato aparece no Central Perk e Phoebe tem uma forte sensação de que o espírito de sua mãe está dentro dele. Mônica consegue sair com o ex da Rachel da época do colegial, Chip Matews. Chandler convence Joey a vender a estante. |              |                                                                                      |                     | |                         |                  |                             |
| 76 | 3            | "The One with the Cuffs" "Aquele das Algemas"                                        | Peter Bonerz        | Seth Kurland                                                                                              | 9 de outubro de 1997    | 466603           | 24,0                        |
| Joanna e Chandler voltam a namorar. Como uma brincadeira, Joana algema Chandler à sua cadeira e o deixa algemado por horas. Mônica faz um buffet para sua mãe, e descobre que sua mãe não confia nela. Rachel tenta ajudar Chandler, mas acredita que pode ser demitida se o fizer. |              |                                                                                      |                     | |                         |                  |                             |
| 77 | 4            | "The One with the Ballroom Dancing" "Aquele da Dança de Salão"                       | Gail Mancuso        | Ted Cohen e Andrew Reich                                                                                  | 16 de outubro de 1997   | 466604           | 24,3                        |
| Rachel e Mônica correm o risco de serem despejadas de seu apartamento, para impedir que isso aconteça Joey ajuda o zelador a treinar dança de salão. Ross acompanha Chandler a academia para encoraja-lo a cancelar sua matrícula, porém Ross não resiste quando Maria aparece e também se matricula. |              |                                                                                      |                     | |                         |                  |                             |
| 78 | 5            | "The One with Joey's New Girlfriend" "Aquele com a Nova Namorada do Joey"            | Gail Mancuso        | Gregory S. Malins e Michael Curti                                                                         | 30 de outubro de 1997   | 466605           | 24,4                        |
| Joey começa a namorar uma garota chamada Kathy, Chandler se apaixona por ela.Rachel e Ross tentam fazer ciúmes um no outro. |              |                                                                                      |                     | |                         |                  |                             |
| 79 | 6            | "The One with the Dirty Girl" "Aquele com a Garota Suja"                             | Shelley Jensen      | Shana Goldberg-Meehan e Scott Silveri                                                                     | 6 de novembro de 1997   | 466606           | 25,7                        |
| Ross começa a namorar uma garota que tem a casa completamente bagunçada. Chandler acaba comprando um presente bem caro para Kathy. |              |                                                                                      |                     | |                         |                  |                             |
| 80 | 7            | "The One Where Chandler Crosses the Line" "Aquele em que Chandler Passa dos Limites" | Kevin S. Bright     | Adam Chase                                                                                                | 13 de novembro de 1997  | 466607           | 26,4                        |
| Joey está namorando com Kathy e marca um encontro com outra garota, Casey, Chandler tenta manipulá-lo para terminar com Kathy. Ross acredita que sabe tocar piano e Phoebe concorda com ele por isso decide parar de tocar. Chandler beija Kathy durante o encontro de Joey com Casey. Kathy termina com Joey por causa de Chandler compra móveis novos para o apartamento para deixar Joey feliz. Joey fica muito chateado com Chandler. |              |                                                                                      |                     | |                         |                  |                             |
| 81 | 8            | "The One with Chandler in a Box" "Aquele do Chandler na Caixa"                       | Peter Bonerz        | Michael Borkow                                                                                            | 20 de novembro de 1997  | 466608           | 26,8                        |
| Chandler tenta se desculpar com Joey, que não aceita suas desculpas. Mônica começa a namorar com o filho de Richard, Timothy. Chandler decide passar o Dia de Ação de Graças dentro de uma caixa para mostrar para Joey o quanto ele se importa com sua amizade. Monica e Timothy terminam. |              |                                                                                      |                     | |                         |                  |                             |
| 82 | 9            | "The One Where They're Going to Party!" "Aquele em que Eles vão se Divertir"         | Peter Bonerz        | Ted Cohen e Andrew Reich                                                                                  | 11 de dezembro de 1997  | 466609           | 23,9                        |
| Um antigo companheiro de faculdade festeiro de Chandler e Ross pretende visitar os amigos e "agitar", porém, ele fica retido no trânsito. Joey percebe como Chandler e Ross ficaram tristes e decide "agitar". Phoebe e Mônica compram uma van para seu serviço de buffet. Rachel tenta mudar de emprego, mas sua chefe, Joanna estraga tudo para não perder uma assistente tão boa, Rachel fica chateada com Joanna, que cria um cargo de compradora assistente em seu departamento. Mônica arruma um novo emprego em um restaurante e deixa Phoebe triste, mas aceita. Joanna é atropelada e morre, acabando com as chances de Rachel de ser compradora assistente.        |              |                                                                                      |                     | |                         |                  |                             |
| 83 | 10           | "The One with the Girl from Poughkeepsie" "Aquele com a Garota de Poughkeepsie"      | Gary Halvorson      | Scott Silveri                                                                                             | 18 de dezembro de 1997  | 466612           | 23,2                        |
| Ross começa a namorar uma garota de Poughkeepsie. Rachel quer ter um namorado, Chandler a ajuda falando com os homens da sua empresa. Todos os homens da empresa de Chandler querem sair com Rachel e dão vários presentes para Chandler para conseguir sair com ela. Mônica está cansada de ser mal tratada em seu novo emprego, então ela pede a Joey que finja trabalhar em seu restaurante para poder demiti-lo e assustar as outras pessoas que trabalham no restaurante. Ross começa a namorar com outra garota que mora perto dele, mas não é tão divertida quanto a garota que mora em Poughkeepsie e fica dividido entre as duas. Ross decide terminar com as duas. |              |                                                                                      |                     | |                         |                  |                             |
| 84 | 11           | "The One with Phoebe's Uterus" "Aquele com o Útero da Phoebe"                        | David Steinberg     | Seth Kurland                                                                                              | 8 de janeiro de 1998    | 466610           | 23,7                        |
| Ross arranja um emprego para Joey no museu. Frank Jr. se casa com Alice e pede para Phoebe ser sua barriga de aluguel. |              |                                                                                      |                     | |                         |                  |                             |
| 85 | 12           | "The One with the Embryos" "Aquele dos Embriões"                                     | Kevin S. Bright     | Jill Condon e Amy Toomin                                                                                  | 15 de janeiro de 1998   | 466611           | 27,1                        |
| Phoebe faz um teste para saber se pode ser a barriga de aluguel de seu irmão e Alice. Um joguinho inocente traz uma grande mudança para Rachel, Mônica, Joey e Chandler. |              |                                                                                      |                     | |                         |                  |                             |
| 86 | 13           | "The One with Rachel's Crush" "Aquele com a Paquera da Rachel"                       | Dana DeVally Piazza | Shana Goldberg-Meehan                                                                                     | 29 de janeiro de 1998   | 466613           | 25,3                        |
| O setor de Rachel na Blomingdale´s é cancelado e ela tem que ir para um cargo mais baixo, ela pensa seriamente em desistir, mas conhece um homem do qual ela gosta muito, Joshua. Mônica quer voltar a ser a anfitriã e faz de tudo para que isso aconteça. Chandler fica com ciúme de Kathy por causa da nova peça que ela está fazendo. Joey dá conselhos sobre a química no palco para Chandler. |              |                                                                                      |                     | |                         |                  |                             |
| 87 | 14           | "The One with Joey's Dirty Day" "Aquele Sobre o Dia Sujo do Joey"                    | Peter Bonerz        | Wil Calhoun                                                                                               | 5 de fevereiro de 1998  | 466614           | 25,1                        |
| Joey vai pescar com seu pai e volta fedendo a peixe. Rachel marca de ir à opera com a filha de seu chefe, Emily, mas Joshua a convida para ir a uma boate. Ross vai à opera com Emily e começa a gostar dela. Chandler tenta superar o rompimento com Kathy. |              |                                                                                      |                     | |                         |                  |                             |
| 88 | 15           | "The One with All the Rugby" "Aquele do Rugby"                                       | James Burrows       | História por : Ted Cohen e Andrew Reich Roteiro por : Wil Calhoun                                         | 26 de fevereiro de 1998 | 466617           | 24,4                        |
| A pegajosa Janice, ex-namorada de Chandler, reaparece. Monica encontra um interruptor misterioso no antigo apartamento de Chandler e Joey. Ross tenta impressionar Emily jogando Rugby. |              |                                                                                      |                     | |                         |                  |                             |
| 89 | 16           | "The One with the Fake Party" "Aquele da Festa Falsa"                                | Michael Lembeck     | História por : Alicia Sky Varinaitis Roteiro por : Scott Silveri e Shana Goldberg-Meehan                  | 19 de março de 1998     | 466615           | 23,1                        |
| Para conhecer melhor seu "paquera",Rachel inadvertidamente estraga os planos de Ross. A gravidez de Phoebe cria em Joey um sentimento de simpatia. |              |                                                                                      |                     | |                         |                  |                             |
| 90 | 17           | "The One with the Free Porn" "Aquele com a Pornografia de Graça"                     | Michael Lembeck     | História por : Mark Kunerth Roteiro por : Richard Goodman                                                 | 26 de março de 1998     | 466616           | 23,2                        |
| Chandler e Joey não conseguem sair da frente da TV depois de descobrirem um canal pornô gratuito. Monica ajuda Ross a dizer que ama sua namorada. Phoebe descobre algumas surpresas sobre sua gravidez. |              |                                                                                      |                     | |                         |                  |                             |
| 91 | 18           | "The One with Rachel's New Dress" "Aquele do Vestido Novo da Rachel"                 | Gail Mancuso        | História por : Andrew Reich & Ted Cohen Roteiro por : Jill Condon & Amy Toomin                            | 2 de abril de 1998      | 466620           | 21,7                        |
| Rachel decide adotar uma atitude provocativa para colocar Joshua "no clima" - mas o tiro sai pela culatra. Chandler e Joey competem para convencer Phoebe a dar seus nomes para os trigêmeos. Emily e Susan viajam juntas para a Inglaterra. |              |                                                                                      |                     | |                         |                  |                             |
| 92 | 19           | "The One with All the Haste" "Aquele da Pressa"                                      | Kevin S. Bright     | Scott Silveri e Wil Calhoun                                                                               | 9 de abril de 1998      | 466618           | 21,8                        |
| Eventos drásticos alteram a relação de Ross e Emily. Para deleite dos rapazes, Monica e Rachel prometem de tudo para conquistar o apartamento de volta. |              |                                                                                      |                     | |                         |                  |                             |
| 93 | 20           | "The One with All the Wedding Dresses" "Aquele com Todos os Vestidos de Noiva"       | Gail Mancuso        | História por : Adam Chase Roteiro por : Gregory S. Malins e Michael Curtis                                | 16 de abril de 1998     | 466621           | 21,9                        |
| Inconformada com o noivado de Ross, Rachel sugere a Joshua que eles também se casem. Chandler força Joey a visitar um especialista para acabar com seu ronco. |              |                                                                                      |                     | |                         |                  |                             |
| 94 | 21           | "The One with the Invitation" "Aquele do Convite"                                    | Peter Bonerz        | Seth Kurland                                                                                              | 23 de abril de 1998     | 466619           | 21,5                        |
| Rachel e Ross tem lembranças de sua época de namorados. Todos ficam desapontados quando Rachel decide não comparecer ao casamento em Londres. |              |                                                                                      |                     | |                         |                  |                             |
| 95 | 22           | "The One with the Worst Best Man Ever" "Aquele do Pior Padrinho de Todos os Tempos"  | Peter Bonerz        | História por : Seth Kurland Roteiro por : Gregory S. Malins e Michael Curtis                              | 30 de abril de 1998     | 466622           | 23,2                        |
| Joey e Chandler brigam pelo posto de padrinho do casamento. Joey perde as alianças de casamento na despedida de solteiro de Ross. Monica fica desapontada ao saber que Ross ficou com o anel da família. |              |                                                                                      |                     | |                         |                  |                             |
| 96 97 | 23 24        | "The One with Ross's Wedding" "Aquele do Casamento do Ross"                          | Kevin S. Bright     | Michael BorkowHistória por : Jill Condon e Amy Toomin Roteiro por : Shana Goldberg-Meehan e Scott Silveri | 7 de maio de 1998       | 466623 466624    | 31,6                        |
| Chegando em Londres, Joey e Chandler vão fazer turismo, mas a empolgação além da conta de Joey afasta Chandler. Em Nova York, Rachel percebe que nunca esteve tão apaixonada por Ross e corre para o aeroporto. Os pais dos noivos discutem sobre a divisão dos custos do casamento. |              |                                                                                      |                     | |                         |                  |                             |

## Audiência
| Nº. na série | Nº na temporada | Episódio                                  | Exibição                | Horário (EST)        | Rating/Share (18–49) | Espectadores (m) | Posição na semana | Ref.  |
| ------------ | --------------- | ----------------------------------------- | ----------------------- | -------------------- | -------------------- | ---------------- | ----------------- | ----- |
| 74           | 1               | "The One with the Jellyfish"              | 25 de setembro de 1997  | Quintas-feiras 20:00 | 19.5/32              | 29.4             | 4                 | [ 3 ] |
| 75           | 2               | "The One with the Cat"                    | 2 de outubro de 1997    | Quintas-feiras 20:00 | 17.6/30              | 25.5             | 4                 | [ 3 ] |
| 76           | 3               | "The One with the Cuffs"                  | 9 de outubro de 1997    | Quintas-feiras 20:00 | 16.7/28              | 24.0             | 4                 | [ 3 ] |
| 77           | 4               | "The One with the Ballroom Dancing"       | 16 de outubro de 1997   | Quintas-feiras 20:00 | 16.4/28              | 24.3             | 5                 | [ 3 ] |
| 78           | 5               | "The One with Joey's New Girlfriend"      | 30 de outubro de 1997   | Quintas-feiras 20:00 | 16.3/26              | 24.4             | 7                 | [ 3 ] |
| 79           | 6               | "The One with the Dirty Girl"             | 6 de novembro de 1997   | Quintas-feiras 20:00 | 17.5/28              | 25.7             | 5                 | [ 3 ] |
| 80           | 7               | "The One Where Chandler Crosses the Line" | 13 de novembro de 1997  | Quintas-feiras 20:00 | 18.2/29              | 26.4             | 3                 | [ 3 ] |
| 81           | 8               | "The One with Chandler in a Box"          | 20 de novembro de 1997  | Quintas-feiras 20:00 | 18.4/29              | 26.8             | 5                 | [ 3 ] |
| 82           | 9               | "The One Where They're Going to Party!"   | 11 de dezembro de 1997  | Quintas-feiras 20:00 | 16.1/26              | 23.9             | 5                 | [ 3 ] |
| 83           | 10              | "The One with the Girl from Poughkeepsie" | 18 de dezembro de 1997  | Quintas-feiras 20:00 | 15.2/26              | 23.2             | 5                 | [ 3 ] |
| 84           | 11              | "The One with Phoebe's Uterus"            | 8 de janeiro de 1998    | Quintas-feiras 20:00 | 15.7/24              | 23.7             | 5                 | [ 3 ] |
| 85           | 12              | "The One with the Embryos"                | 15 de janeiro de 1998   | Quintas-feiras 20:00 | 17.3/27              | 27.1             | 4                 | [ 3 ] |
| 86           | 13              | "The One with Rachel's Crush"             | 29 de janeiro de 1998   | Quintas-feiras 20:00 | 16.9/27              | 25.3             | 4                 | [ 3 ] |
| 87           | 14              | "The One with Joey's Dirty Day"           | 5 de fevereiro de 1998  | Quintas-feiras 20:00 | 17.0/26              | 25.1             | 6                 | [ 3 ] |
| 88           | 15              | "The One with All the Rugby"              | 26 de fevereiro de 1998 | Quintas-feiras 20:00 | 16.5/26              | 24.4             | 5                 | [ 3 ] |
| 89           | 16              | "The One with the Fake Party"             | 19 de março de 1998     | Quintas-feiras 20:00 | 15.9/26              | 23.1             | 3                 | [ 3 ] |
| 90           | 17              | "The One with the Free Porn"              | 26 de março de 1998     | Quintas-feiras 20:00 | 15.9/27              | 23.2             | 5                 | [ 3 ] |
| 91           | 18              | "The One with Rachel's New Dress"         | 2 de abril de 1998      | Quintas-feiras 20:00 | 14.9/24              | 21.7             | 3                 | [ 3 ] |
| 92           | 19              | "The One with All the Haste"              | 9 de abril de 1998      | Quintas-feiras 20:00 | 15.4/27              | 21.8             | 4                 | [ 3 ] |
| 93           | 20              | "The One with All the Wedding Dresses"    | 16 de abril de 1998     | Quintas-feiras 20:00 | 15.3/26              | 21.9             | 5                 | [ 3 ] |
| 94           | 21              | "The One with the Invitation"             | 23 de abril de 1998     | Quintas-feiras 20:00 | 15.3/27              | 21.5             | 5                 | [ 3 ] |
| 95           | 22              | "The One with the Worst Best Man Ever"    | 30 de abril de 1998     | Quintas-feiras 20:00 | 16.0/27              | 23.2             | 5                 | [ 3 ] |
| 96 / 97      | 23 / 24         | "The One with Ross's Wedding"             | 7 de maio de 1998       | Quintas-feiras 20:00 | 21.2/35              | 31.6             | 3                 | [ 3 ] |